# Șîrokivska, Stanîcino-Luhanske
Șîrokivska (în ucraineană Широківська сільська громада) este o comună în raionul Stanîcino-Luhanske, regiunea Luhansk, Ucraina, formată numai din satul de reședință.

## Demografie
Componența lingvistică a comunei Șîrokivska
     Rusă (78,5%)
     Ucraineană (21,3%)
     Alte limbi (0,12%)
Conform recensământului din 2001, majoritatea populației comunei Șîrokivska era vorbitoare de rusă (78,5%), existând în minoritate și vorbitori de ucraineană (21,3%).